# Hood of Horror
Pour plus de détails, voir Fiche technique et Distribution.
Hood of Horror (Snoop Dogg's Hood of Horror) est une comédie horrifique américaine de Stacy Title, sortie en 2006. Le rappeur Snoop Dogg tient le rôle principal à travers trois histoires différentes.

## Synopsis
Dans les années 1980, le Diable en personne est lassé de voir le Mal régner sur Terre. Trop de démons viennent frapper aux portes de l'Enfer. Pour limiter les démons dans les souterrains ardents, le Diable se présente à trois personnes, qui auront la chance de se racheter ou de perdre leur âme. 
La première est Posie, une jeune femme métisse très catholique qui met la parole de Dieu sur les murs des bâtiments délabrés. Un homme étrange lui offre un tatouage capable de convertir en quelque sorte les délinquants de la rue qui dégradent l'église que fréquente Posie.

## Distribution
- Snoop Dogg (VF : Gilles Morvan) : HOH / Devon
- Hawthorne James : Liore
- Gabriel Pimentel : Half Pint
- Irina Voronina : Slank
- Anson Mount (VF : David Krüger) : Tex Woods Jr.
- Noel Gugliemi (VF : Laurent Morteau) : Fatcap
- Jeffrey Licon (en) : Nib
- Rayna Tharani : Bernadette
- Daniella Alonso : Posie Santano
- Danny Trejo (VF : Enrique Carballido) : Derelict
- Cleo King : Miss Willows
- Billy Dee Williams (VF : Thierry Murzeau) : Pasteur Charlie
- Brande Roderick (VF : Natacha Muller) : Tiffany
- Ernie Hudson (VF : Daniel Beretta) : Roscoe Lee
- Jonathan Penner (VF : Tony Marot) : Fowler
- Pooch Hall (VF : Yann Pichon) : Sod
- Aries Spears (VF : Patrice Baudrier) : Quon
- Dallas Page (VF : Bernard Métraux) : Jersey
- Lin Shaye : Clara
- Roger Bridges (VF : Tony Marot) : Le garde de sécurité

 Source et légende : version française (VF) sur RS Doublage et selon le carton du doublage français sur le DVD zone 2.